# Vaso con iris
Vaso con iris è un dipinto a olio su tela (92x73,5 cm) realizzato nel 1889 dal pittore Vincent van Gogh. È conservato nel Van Gogh Museum di Amsterdam.
È conosciuto anche come Vaso con Iris su sfondo giallo, per distinguerlo dal vaso con Iris del Metropolitan Museum of Art di New York